# Rudolf Bauer
Alexander Georg Rudolf Bauer (11. února 1889, Wyrzysk, Polsko – 28. listopadu 1953, Deal, New Jersey, USA) byl německý malíř, který působil ve skupině Der Sturm. V roce 1937 byl jedním z umělců, jejichž díla byla vystavena na Entartete Kunst v Mnichově.